# Tłuchowo (gromada)
Tłuchowo – dawna gromada, czyli najmniejsza jednostka podziału terytorialnego Polskiej Rzeczypospolitej Ludowej w latach 1954–1972.
Gromady, z gromadzkimi radami narodowymi (GRN) jako organami władzy najniższego stopnia na wsi, funkcjonowały od reformy reorganizującej administrację wiejską przeprowadzonej jesienią 1954 do momentu ich zniesienia z dniem 1 stycznia 1973, tym samym wypierając organizację gminną w latach 1954–1972.
Gromadę Tłuchowo z siedzibą GRN w Tłuchowie utworzono – jako jedną z 8759 gromad na obszarze Polski – w powiecie lipnowskim w woj. bydgoskim, na mocy uchwały nr 24/8 WRN w Bydgoszczy z dnia 5 października 1954. W skład jednostki weszły obszary dotychczasowych gromad Tłuchowo, Tłuchówek, Wyczałkowo, Kamień Kotowy i Kłobukowo ze zniesionej gminy Tłuchowo w tymże powiecie. Dla gromady ustalono 22 członków gromadzkiej rady narodowej.
31 grudnia 1959 do gromady Tłuchowo włączono wsie Jasień, Rumunki Jasieńskie, Turza Nowa, Turza Nowa Rumunki, Turza Wilcza, Turza Wilcza Rumunki, Julkowo, Kamień Kmiecy i Rumunki Kamieńskie ze zniesionej gromady Jasień oraz wieś Małomin ze zniesionej gromady Huta w tymże powiecie.
1 stycznia 1972 gromadę Tłuchowo połączono z gromadą Mysłakówko, tworząc z ich obszarów gromadę Tłuchowo z siedzibą Gromadzkiej Rady Narodowej w Tłuchowie w tymże powiecie (de facto gromadę Mysłakówko zniesiono, włączając jej obszar do gromady Tłuchowo).
Gromada przetrwała do końca 1972 roku, czyli do kolejnej reformy gminnej. 1 stycznia 1973 w powiecie lipnowskim reaktywowano gminę Tłuchowo.